# Гришов (коммуна)
Гришов (нем. Grischow) — община в Германии, в земле Мекленбург-Передняя Померания.
Входит в состав района Деммин. Подчиняется управлению Трептовер Толлензевинкель.  Население составляет 277 человек (на 31 декабря 2010 года). Занимает площадь 10,94 км².